# Champagnersäbel

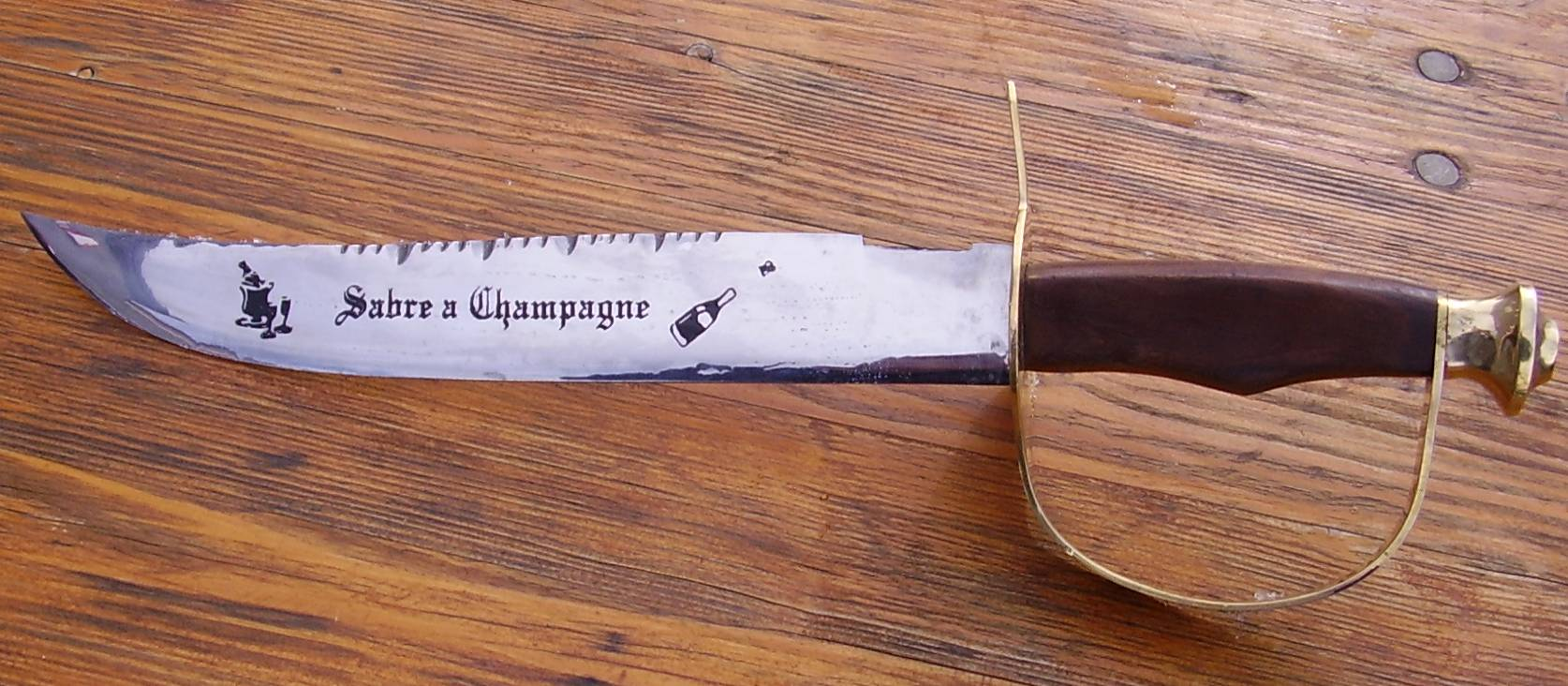
Champagnersäbel mit kurzer Klinge

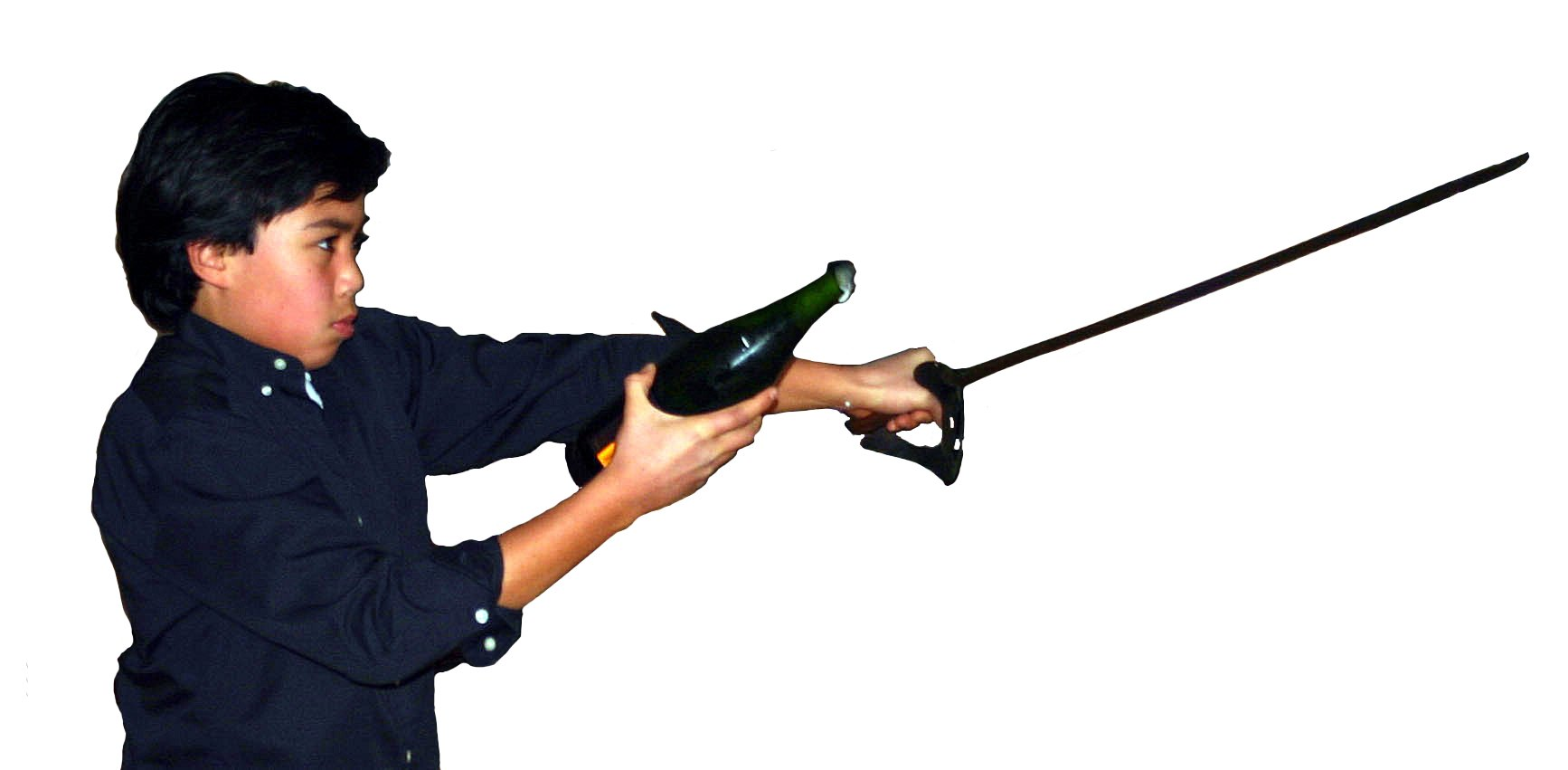
Sabrieren einer Champagnerflasche

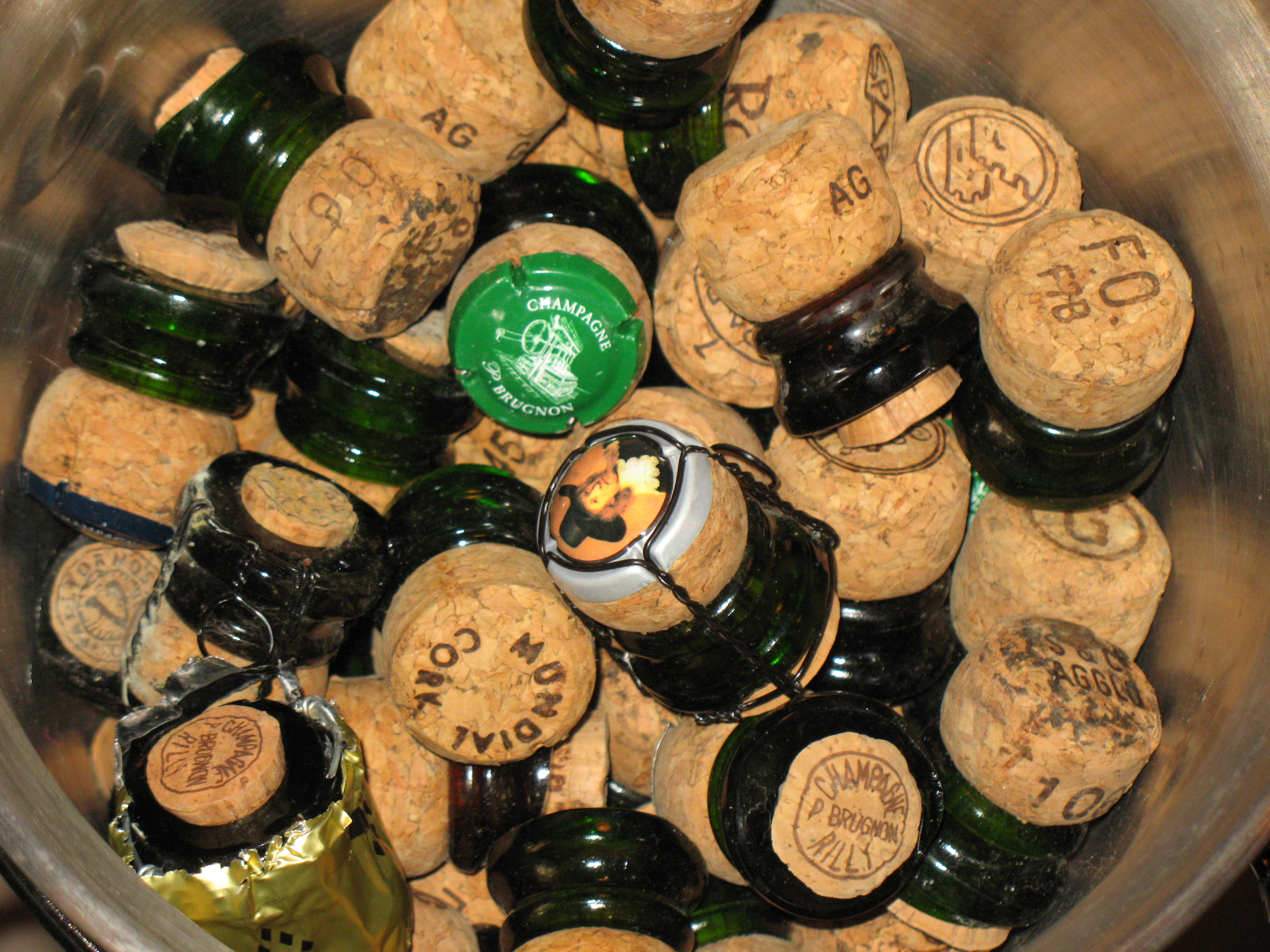
Korken mit einem Teil der Flasche, die durch Sabrieren entfernt wurden

Ein Champagnersäbel ist ein Instrument in Form eines Säbels zum Öffnen von Champagner- und Sektflaschen. Es existieren sowohl kurze Varianten, die an große Messer erinnern, als auch lange, die echten Säbeln ähneln. Ein Champagnersäbel ist beidseitig stumpf; soll mit einem scharfen Säbel sabriert werden, so ist die stumpfe Seite der Klinge zu verwenden.
Das Köpfen der Flaschen mit diesem Säbel bezeichnet man auch als Sabrieren oder Sabrage; die ausführende Person wird als Sabreur bzw. Sabreuse bezeichnet. In Restaurants, in denen Champagner sabriert wird, wird das Sabrieren üblicherweise vom Sommelier übernommen. Der Begriff stammt aus dem Französischen (sabre = Säbel) und geht vermutlich auf napoleonische Kavallerie-Offiziere zurück, welche die Flaschen angeblich mit ihrem Säbel öffneten.

## Durchführung
Hierzu wird der Champagnersäbel mit der Schneide am Bauch der Flasche eine Fingerbreite über dem Etikett angesetzt. Unter einem Winkel von ca. 20 Grad wird der Säbel in einer fließenden Bewegung auf den Flaschenhals zubewegt und schlägt von unten gegen den Wulst des Flaschenkopfes, möglichst an der Stelle, wo die Längsnaht in den Querwulst übergeht. Dabei wird der Kopf der Champagnerflasche mit dem Wulst und dem Korken abgeschlagen. Er kann dabei viele Meter weit fliegen. Eventuelle Glassplitter werden durch den Druck des austretenden Schaumweines weggeschleudert. In Frankreich ist es üblich, den abgeschlagenen Kopf und Korken mit dem Datum der Zeremonie zu beschriften und den Kopf als Glücksbringer aufzubewahren. Der geübte Sabreur öffnet die Flasche unter nur geringem Verlust des Schaumweins; ein gewisser Verlust ist jedoch notwendig, um Glassplitter aus dem Flaschenhals auszuspülen. Ebenso sollte insbesondere das erste gefüllte Glas auf eventuelle Glasreste untersucht werden.
Die Verwendung eines Säbels geschieht dabei vorwiegend aus optischen Gründen. Im Prinzip reicht der Fuß eines Sektglases, um den Vorgang auszulösen.

## Geschichte
Begründet wurde die Tradition des „Sabrage“-Rituals mit dem Briquet-Säbel durch Napoleon nach einer gewonnenen Schlacht während des Russlandfeldzuges im Jahr 1812.

## Filmische Erwähnung
Eine bekannte Szene mit dem (absichtlich ungeschickt ausgeführten) Sabrieren einer Schaumweinflasche ist in der Einleitung des Films Das Boot (1981) zu sehen. Eine weitere Szene ist in Der Rammbock (1983) enthalten.